# Bortigiadas

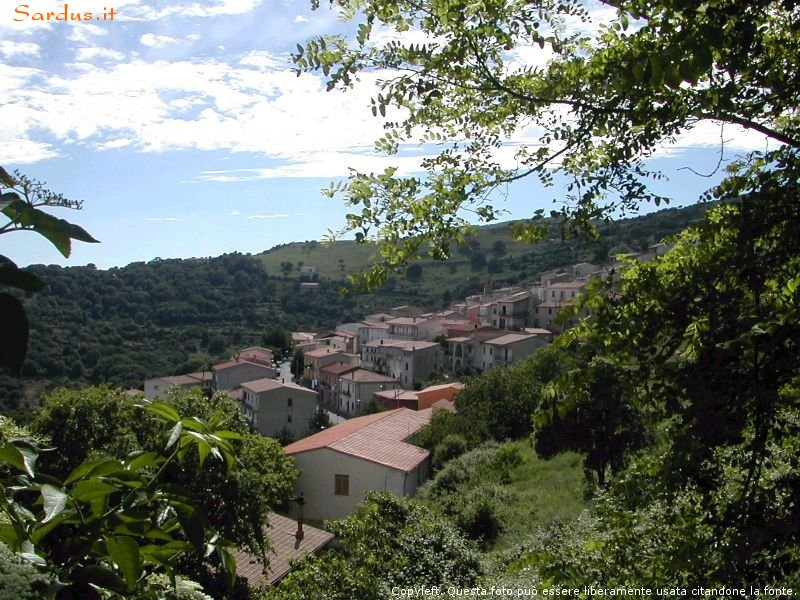
Bortigiadas

Bortigiadas is een gemeente in de Italiaanse provincie Olbia-Tempio (regio Sardinië) en telt 856 inwoners (31-12-2004). De oppervlakte bedraagt 76,6 km², de bevolkingsdichtheid is 11 inwoners per km².

## Demografie
Bortigiadas telt ongeveer 349 huishoudens. Het aantal inwoners daalde in de periode 1991-2001 met 9,2% volgens cijfers uit de tienjaarlijkse volkstellingen van ISTAT.
| Jaar | Inwoneraantal |
| ---- | ------------- |
| 1991 | 987           |
| 2001 | 896           |

## Geografie
De gemeente ligt op ongeveer 476 meter boven zeeniveau.
Bortigiadas grenst aan de volgende gemeenten: Aggius, Perfugas (SS), Santa Maria Coghinas (SS), Tempio Pausania, Viddalba (SS).